# Бабайцев, Игорь Владимирович
Баба́йцев Игорь Владимирович (4 октября 1938 года — 5 ноября 2012 года) — советский и российский ученый в области теории горения и взрывов. Профессор кафедры «Безопасность жизнедеятельности» ГТУ МИСиС, профессор, зав. кафедры «Промышленная безопасность и экология» и руководитель «Центра сертификации работ по охране труда» Института охраны труда и экологии АТиСО, чл. корр. Международной академии наук экологии и безопасности жизнедеятельности.

## Биография
Родился в г. Москве. Отец Бабайцев В. А. — начальник планово-экономического бюро ЦНИИТМАШ, мать Зайцева Н. П. — административный работник. После окончания школы с золотой медалью в 1955 году поступил в МХТИ им. Менделеева на инженерный химико-технологический факультет. Окончив с отличием, работал и преподавал в институте. Не оставляя сотрудничество с МХТИ И. В. Бабайцев перешел на педагогическую работу в МИСиС, где являлся преподавателем, в дальнейшем профессором кафедры БЖД. Позднее работал в должности профессора кафедры промышленной безопасности и экологии Института охраны труда и экологии АТиСО, где впоследствии стал заведующим кафедры.
Научная деятельность И. В. Бабайцева связана главным образом с обеспечением промышленной безопасности, в том числе со взрывопожаробезопасностью металлургических процессов.
Он являлся членом Совета по производственной безопасности Российской инженерной академии (РИА), длительное время возглавлял научно-технический совет по охране труда при ЦК профсоюзов работников металлургической промышленности, был заместителем председателя секции взрывобезопасности ГКНТ по СВС-синтезу.
В течение ряда лет был членом редакционной коллегии журнала «Металлург». И. В. Бабайцев — автор более 280 статей, 22 изобретений, двух книг. За успехи в научно-педагогической деятельности профессор И. В. Бабайцев неоднократно награждался почетными грамотами, был награждён знаком «За отличные успехи в работе в области высшего образования СССР» и медалями.

По словам И. В. Бабайцева, большую роль в формировании его научных взглядов сыграли труды Ю. Б. Харитона.

## Этапы работы

### 1960—1970 гг. МХТИ им. Менделеева
В 1960 году окончил МХТИ и был принят на работу в институт в качестве техника. Работал под руководством проф. Б. М. Злобинского. Вскоре был переведен на должность младшего научного сотрудника. С 1962 года поступил в аспирантуру, где успешно защитился. В 1965 году переведен на должность старшего научного сотрудника. Помимо инженерной работы вел преподавательскую деятельность.
На базе МИСиС и МХТИ профессор И. В. Бабайцев оказывал помощь отраслевым лабораториям пожаровзрывобезопасности в чёрной и цветной металлургии на стадии их образования и становления, занимаясь подготовкой высококвалифицированных кадров и проводя совместные НИР. Он являлся соавтором НИР по разработке и внедрению модернизированной системы управления промышленной безопасностью и охраной труда в ОАО «Северсталь», впервые в России получившем международный сертификат. Им разработаны и внедрены рекомендации по введению и совершенствованию систем управления промышленной безопасности на Чепецком механическом заводе, Новолипецком металлургическом комбинате.

### 1970—2011 гг.. МИСиС
С переходом на должность доцента кафедры Охраны труда МИСиС И. В. Бабайцев проявил незаурядные способности в научных исследованиях и в подготовке научно-педагогических кадров. Под его руководством в МИСиСе происходило становление и дальнейшее развитие научной школы в области разработки научных основ прогнозирования и предотвращения взрывов, что явилось следствием необходимости решения актуальных проблем производственной безопасности на основе развития теории горения и взрыва металлургических материалов. Эта школа, основоположником которой был проф. Б. М. Злобинский, возникла в середине 60-х годов.
И. В. Бабайцев совместно с В. Н. Бринзой значительно расширил область исследований в вопросах оценки и обеспечения взрывобезопасности дисперсных горючих материалов и их смесей, используемых в порошковой металлургии, атомной технике, сталеплавильном, литейном, ферросплавном, твердосплавном и метизном производствах, предотвращения взрывов жидких металлов, горючих дисперсных неметаллических материалов, газов и ЛВЖ, обращающихся в металлургическом производстве.
Под руководством И. В. Бабайцева были получены характеристики пожаровзрывоопасности более 500 металлов, сплавов и смесей на их основе, вошедшие в стандарты, технические условия и технологические инструкции. Им усовершенствованы или впервые разработаны методы определения параметров воспламенения и взрыва. Исследованы условия взрывобезопасности технологических процессов на 70 металлургических предприятиях и разработаны рекомендации, технические решения или составлены экспертизы технологических проектов и разработок. Результаты проведенных исследований позволили выяснить причины свыше 20 промышленных аварий в разных отраслях металлургического производства.
Также под его руководством выполнены исследования условий взрывобезопасности различных технологических процессов на 70 металлургических предприятиях России и стран СНГ, в результате чего разработаны соответствующие рекомендации, технические решения и проведены эксперименты технологических проектов и разработок. По результатам этих исследований кафедрой совместно с другими федеральными и контрольными органами и учреждениями установлены причины свыше двадцати крупных промышленных аварий в различных металлургических производствах. Профессор И. В. Бабайцев участвовал в проведении экспертиз причин ряда взрывов в металлургической и оборонной промышленности. За успешное выполнение заданий по поручению прокуратуры СССР ректором МИСиС И. В. Бабайцеву была объявлена благодарность.
И. В. Бабайцев был ответственным за выполнение Программ 0.72.02 по МИСиС.
На протяжении многих лет Игорь Владимирович читал лекции по разделам охраны труда и окружающей среды, вел практические занятия, руководил научно-исследовательской работой студентов и аспирантов. Им были разработаны программы курсов «Теория горения и взрыва», «Пожаровзрывобезопасность» для новой специальности «Безопасность жизнедеятельности в техносфере». Результаты научных работ И. В. Бабайцев использовал для постоянного обновления разделов курсов. Профессор И. В. Бабайцев подготовил несколько поколений специалистов по промышленной безопасности. Под его руководством выполнили и защитили кандидатские диссертации около 30 научных сотрудников и аспирантов. Среди его учеников есть доктора наук, профессора, руководители и специалисты. Его выпускники успешно работают на предприятиях, фирмах, в вузах России и стран СНГ.
Профессор И. В. Бабайцев пользовался огромным авторитетом у студентов, аспирантов и коллег по университету. Игорь Владимирович долгие годы сотрудничал с журналом «Металлург», в течение ряда лет он был членом его редакционной коллегии, являлся автором большого числа статей.
С начала 90-х годов стало традиционным проведение в МИСиС научно-практических конференций по пожаровзрывобезопасности металлургического производства, инициатором и одним из организаторов проведения которых являлся И. В. Бабайцев.

### 2002—2012 гг.. АТиСО
В течение работы в АТиСО читал лекции по шести курсам программ высшего специального образования «Безопасность технологических процессов и производств», «Менеджмент организации» и программам ДПО. Разработал учебно-методические комплексы по курсам «Теория горения и взрыва», «Пожаровзрывобезопасность», «Безопасность производственных процессов», «Охрана труда в металлургии», курс «Взрывопожаробезопасность технологических процессов и производств» для системы дистанционного обучения, более 20 компьютерных программ для проведения практических и лабораторных занятий. Программа курса «Теория горения и взрыва» рекомендована Департаментом программ и стандартов Минобразования в качестве типовой для специальностей 656500 «Безопасность жизнедеятельности» и «Техническое регулирование». Также он читал лекции для руководителей и специалистов организаций, государственных инспекторов труда, сотрудников Ростехнадзора и технической инспекции профсоюзов по проблемам пожаровзрывобезопасности и управления промышленной безопасностью.
Совместно со специалистами АТиСО И. В. Бабайцев участвовал в разработке СУПБ и ОТ для Нижнетагильского и Магнитогорского металлургических комбинатов, а также для ОАО «Мостотрест» и РАО «РЖД».
С 2008 года назначен заведующим кафедры «Промышленная безопасность и экология» АТиСО. С 2009 года возглавил «Центр сертификации работ по охране труда» при АТиСО.
Из 280 научных работ, созданных за все время, около 60 были написаны в процессе работы в АТиСО. И. В. Бабайцев является соавтором отчетов по НИР института, разработчиком корпоративных стандартов по промышленной безопасности, внедренных в организациях. За время работы в АТиСО он был членом оргкомитетов и автором докладов на международных конференциях по проблемам промышленной безопасности.

## Личная жизнь
В 1960 году женился на одногруппнице Коноплевой Любови Тихоновне (15.07.1938-05.03.2013). Вместе они прожили всю жизнь. Вырастили единственную дочь, которая родила четырёх внуков.